# Municipio de West Manchester
El municipio de West Manchester (en inglés: West Manchester Township) es un municipio ubicado en el condado de York en el estado estadounidense de Pensilvania. En el año 2000 tenía una población de 17 035 habitantes y una densidad poblacional de 328 personas por km².

## Geografía
El municipio de West Manchester se encuentra ubicado en las coordenadas 39°57′30″N 76°47′24″O / 39.95833, -76.79000.

## Demografía
Según la Oficina del Censo en 2000 los ingresos medios por hogar en la localidad eran de $45 212 y los ingresos medios por familia eran $54 634. Los hombres tenían unos ingresos medios de $40 113 frente a los $24 787 para las mujeres. La renta per cápita para la localidad era de $22 982. Alrededor del 5,2% de la población estaban por debajo del umbral de pobreza.